# Székely András (zenetörténész)
Székely András (Budapest, 1929. augusztus 5. – Budapest, 2024. június 26.) magyar zenetörténész, újságíró, zenei rendező, egyetemi tanár.

## Életpályája
Szülei Székely István (1904–1961) magántisztviselő és Erber Anna (1907–1994) voltak. 1946–1950 között betűszedő tanuló és segéd volt. 1949–1952 között a Zeneművészeti Főiskola hallgatójaként karvezetést tanult Vásárhelyi Zoltántól és Gát Józseftől.
1952–1957 között a Zeneművészeti Főiskola hallgatójaként zenetudományokat tanult Szabolcsi Bence és Bárdos Lajos tanítványaként. 1957–1977 között a Magyar Hanglemezgyártó Vállalat zenei rendezője volt.
1961–1968 között nyolc balettzenét állított össze és hangszerelt a Pécsi Balett számára. 1967–1973 között a Liszt Ferenc Kamarazenekar művészeti titkára volt.
1974–1984 között a Muzsika munkatársa, 1984–1997 között olvasószerkesztője és főszerkesztő-helyettese volt. 1978–1990 között a Magyar Hanglemezgyártó Vállalat zenei rendezője, szerkesztője és producere volt.
1981–1984 között a Zeneművészeti Főiskola Zenetanárképző Intézetének óraadó tanára volt. 
1990-től a Quintana zenei rendezője, szerkesztője és producere volt. 1997-ben nyugdíjba vonult. 1997–2012 között a Nemzetközi Telemann Társaság elnöke volt. 1997–1999 között a József Attila Tudományegyetem Szegedi Konzervatóriumának adjunktusa volt. 1999–2009 között a Magyar Zene szerkesztője volt.
2000-től a Magyar Zenetudományi és Zenekritikai Társaság elnökségi tagja volt. 2002-től a Magyar Haydn Társaság elnökségi tagja volt.

## Családja
1950-ben házasságot kötött Bakonyi Klára (1929–2022) hegedűtanárral. Két lányuk született: Éva (1955–) és Mária (1958–).

## Művei
- Musica Hungarica (1965)
- Zenei stílus – zenei forma I.-II. (1972)
- Terminorum musicae index septem liguis redactus (a magyar terminológia felelőse, 1978)
- Ki kicsoda a magyar zeneéletben? (szerkesztő; 1979; 1988)

## Műfordításai
- Casella-Mortari: A mai zenekar technikája (1978)
- Kolneder: Bach-lexikon (1988)
- Telemann: Curriculum vitae (1995)
- Leopold Mozart: Hegedűiskola (1998)
- Johann Joachim Quantz: Fuvolaiskola (2011)

## Díjai, elismerései
- Bartók-emlékplakett (1981)
- Haydn-érem (1982)
- Akadémiai Újságírói Díj (1994)
- Georg-Philipp-Telemann-Preis (2004)
- A Magyar Érdemrend lovagkeresztje (2005)
- Szabolcsi Bence-díj (2005)

## Származása
| Székely András (Budapest, 1929. aug. 5– Budapest, 2024. jún. 26.) | Apja: Székely István (Budapest, 1904. jún. 21.– Budapest, 1961. nov. 8.) | Apai nagyapja: Székely Miksa 1895-ig Stern Miksa (Trencsén, 1870. febr. 5.– Budapest, 1941. júl. 7.) gépészmérnök  | Apai nagyapai dédapja: Stern Sámuel (Trencsén, 1838. dec. 12.– Budapest, 1920. márc. 24.)                                    |
| Székely András (Budapest, 1929. aug. 5– Budapest, 2024. jún. 26.) | Apja: Székely István (Budapest, 1904. jún. 21.– Budapest, 1961. nov. 8.) | Apai nagyapja: Székely Miksa 1895-ig Stern Miksa (Trencsén, 1870. febr. 5.– Budapest, 1941. júl. 7.) gépészmérnök  | Apai nagyapai dédanyja: Bergler Fanni (1845 körül– Budapest, 1922. aug. 1.)                                                  |
| Székely András (Budapest, 1929. aug. 5– Budapest, 2024. jún. 26.) | Apja: Székely István (Budapest, 1904. jún. 21.– Budapest, 1961. nov. 8.) | Apai nagyanyja: Mellinger Gizella (Budapest, 1878. ápr. 1.– Budapest, 1961. szept. 16.)                            | Apai nagyanyai dédapja: Mellinger Dávid (1839 körül– Budapest, 1922. febr. 11.)                                              |
| Székely András (Budapest, 1929. aug. 5– Budapest, 2024. jún. 26.) | Apja: Székely István (Budapest, 1904. jún. 21.– Budapest, 1961. nov. 8.) | Apai nagyanyja: Mellinger Gizella (Budapest, 1878. ápr. 1.– Budapest, 1961. szept. 16.)                            | Apai nagyanyai dédanyja: Pfeifer Teréz (Zsámbék, 1845 körül– Budapest, 1915. jún. 18.)                                       |
| Székely András (Budapest, 1929. aug. 5– Budapest, 2024. jún. 26.) | Anyja: Erber Anna (Budapest, 1907. ápr. 30.– Budapest, 1994. szept. 6.)  | Anyai nagyapja: Erber Ödön (Szolnok, 1879. aug. 28.– Budapest, 1938. márc. 29.) banktisztviselő, ingatlanközvetítő | Anyai nagyapai dédapja: Erber Dávid                                                                                          |
| Székely András (Budapest, 1929. aug. 5– Budapest, 2024. jún. 26.) | Anyja: Erber Anna (Budapest, 1907. ápr. 30.– Budapest, 1994. szept. 6.)  | Anyai nagyapja: Erber Ödön (Szolnok, 1879. aug. 28.– Budapest, 1938. márc. 29.) banktisztviselő, ingatlanközvetítő | Anyai nagyapai dédanyja: Schallinger Anna (1844 körül– Szolnok, 1915. márc. 11.)                                             |
| Székely András (Budapest, 1929. aug. 5– Budapest, 2024. jún. 26.) | Anyja: Erber Anna (Budapest, 1907. ápr. 30.– Budapest, 1994. szept. 6.)  | Anyai nagyanyja: Kelemen Alice (Budapest, 1885. jan. 30.– Budapest, 1965. dec. 23.)                                | Anyai nagyanyai dédapja: Kelemen Sándor született Königsberger Salamon (Pest, 1855. júl. 30.– 1929. márc. 2.) bankhivatalnok |
| Székely András (Budapest, 1929. aug. 5– Budapest, 2024. jún. 26.) | Anyja: Erber Anna (Budapest, 1907. ápr. 30.– Budapest, 1994. szept. 6.)  | Anyai nagyanyja: Kelemen Alice (Budapest, 1885. jan. 30.– Budapest, 1965. dec. 23.)                                | Anyai nagyanyai dédanyja: budai Goldberger Ernesztina (Buda, 1859– Budapest, 1938. aug. 10.)                                 |